# Vera Marković
Vera Marković (Zemun, 1948 – 2011), politička i mirovna aktivistkinja od 1991. godine, psihološkinja i magistarka komunikologije, narodna poslanica u Skupštini Republike Srbije u sazivu 2001-2004. godine.
Na Institutu društvenih nauka u Beogradu radila je kao istraživačica, a njen političk angažman je jednako bio posvećen parlamentarnom životu unutar Socijaldemokratske unije(SDU), kao i u civilnom društvu Srbije i bivše Socijalističke federativne republike Jugoslavije(SFRJ).
Bila je osnivačica i članica predsedništva SDU, a u civilnom društvu je bila angažovana prvenstveno u ženskom mirovnom pokretu; Ženama u crnom, Ženskoj mirovnoj koaliciji (Mreža Žene u crnom Srbije i Mreža žena Kosova), Regionalnom ženskom lobiju za mir, pravdu i bezbednost u Jugoistočnoj Evropi, Koaliciji za sekularnu državu.

## Politički angažman
Vera Marković je sa početkom ratova u bivšoj Jugoslaviji, u skladu sa svojim naučnim radom i političkim uverenjima, bila deo antiratnog pokreta u Srbiji. Učestvovala je u mirovnim inicijativama i protestima, i kao levičarka i feministkinja, bila posvećena kritici nacionalizma i klerikalizma, a zalagala se za emancipaciju žena, ali i emancipaciji svih društveno marginalizovanih grupa. Smatrala je antifašističko nasleđe „tekovinom bivše Jugoslavije i moderne Evrope“ te da je stoga nužno zabraniti organizovanje i delovanje fašističkih i neonacističkih grupa u Srbiji.
Bila je jedna od osnivačica SDU 1996. godine, kada se grupa aktivista Građanskog saveza Srbije izdvojila, i na čelu sa dr Žarkom Koraćem, osnovala novu partiju  koja se na političkom spektru Srbije pozicionirala najlevlje.
Vera Marković je bila narodna poslanica u prvom savezu Narodne skupštine Srbije nakon rušenja režima Slobodana Miloševića, u periodu 2001-2004. godine. Kao narodna poslanica, takođe je pokazivala principijelna levičarska uverenja, fokusirajući se na ključne društvene probleme, i to tako što je pre svega razgovarala sa glasačima u bazi, verujući da „politika postoji zbog ljudi, a ne obrnuto“.
I kao aktivistkinja, i kao narodna poslanica, Vera Marković je bila fokusirana na položaj žena u društvu. Njen angažman i u parlamentu, i van njega ticao se kako rešavanja ravnopravne zastupljenosti žena u državnoj upravi i ekonomskog položaja žena. To je značilo i priznavanje dvostrukog ženskog rada – profesionalnog i kućnog u konkretnim zakonskim rešenjima. Stoga je Vera Marković, kao narodna poslanica, tražila da se Zakonom o radu o ženama skraćuje, namesto produžava vreme za odlazak u penziju. Prema njenim rečima  - decenija ratova i razaranja, uz proces privatizacije koje je žene na prvom mestu ostavljao bez posla, mora  se ogledati u zakonskim rešenjima o radnim pravima žena.
„Ako tome dodamo da je proces privatizacije u toku, da će veliki broj žena na tržištu rada morati kod privatnika da konkuriše i da žene koje su u poslednjoj dekadi svog radnog veka teško mogu da ostvare norme i uopšte dobiju posao kod privatnika, jasno je koliko produžavanje radnog staža pogađa ovu, ne malu, grupu žena. Želeli smo da tu nepravdu, koju je donošenje ovog zakona učinilo ženama, predupredimo, ali u tome nismo uspeli.“

## Naučno-istraživački rad
Fokus istraživačkog rada mr Vere Marković na Institutu za društvenu teoriju, u predratnom periodu je bio usmeren na omladinu; njen položaj i odnose u socijalističkom društvu. Sa ratovima, i raspadom socijalističke Jugoslavije, mr Vera Marković se, kao istraživačica, bavi parlamentarnim životom u Srbiji.

## Radovi (izbor)
- Mladi o zbivanjima u kulturi  (str.115-122); Mladi u slobodnom vremenu (str. 122-136), Stavovi i opredeljenja jugoslovenske omladine / Istraživačka ekipa Snežana Joksimović...(et al.). – Beograd : Institut društvenih nauka, Centar za istraživanje javnog mnenja : Odbor za pripremu IX kongresa SSOJ : NIP “Mladost”, 1974.
- Problemi mladih u društvu ,Društveno-političko angažovanje omladine / V.[Vladimir] Goati ... et al.]. – Beograd : Institut društvenih nauka : RK SSO Srbije, 1977, str. 105-135.
- Obaveštenost Beograđana o sportskim događajima, Beograđani o sportu i olimpijadi. – Beograd : Centar za politikološka istraživanja i javno mnjenje Instituta društvenih nauka Univerziteta, 1986, str. 27-53)
- Ekološka svest mladih, Deca krize : omladina Jugoslavije krajem osamdesetih / Srećko Mihailović... [et al.]. – Beograd : Institut društvenih nauka, Centar za politikološka istraživanja i javno mnenje, 1990, Stara Pazova, Str.149-187.
- Reagovanja građana na izbore, Od izbornih rituala do slobodnih izbora : sondaža javnog mnjenja uoči prvih višestranačkih izbora u Srbiji / Srećko Mihailović... [et al]. – Beograd : Univerzitet u Beogradu, Institut društvenih nauka, Centar za politikološka istraživanja i javno mnjenje, 1991 (Beograd : Institut društvenih nauka), str. 147-172.
- Informisanost građana Srbije o značajnim društvenim pitanjima, ISBN 86-7093-054-4, str. 231-239.
- Three misconceptions of nationalism as revealed through empirical experience, ETHNICITY in Postcommunism / [authors Aleksandra Alund ... et al.]. – Belgrade : Institute of Social Sciences : Forum for Ethnic Relations : International Network Europe and the Balkans, 1996 (Ljig : “Beograd"), str 173-177
- Najvažniji problemi članova staračkih domaćinstava, Staračka domaćinstva i izbegličke porodice / [priredio] Centar za politikološka istraživanja i javno mnenje. – Beograd : Institut društvenih nauka, Centar za politikološka istraživanja i javno mnenje, 2005 (Beograd : Goragraf), str. 73-83.